# Dassault Mirage III
Die Mirage III ([miʁaʒ], französisch für Luftspiegelung) ist ein einstrahliges Jagdflugzeug des französischen Herstellers Dassault Aviation. Es wurde in 32 Varianten gebaut, von denen einige bis zur Gegenwart noch als Abfangjäger und Mehrzweckkampfflugzeuge im Einsatz stehen.

## Varianten

### Mirage IIIA

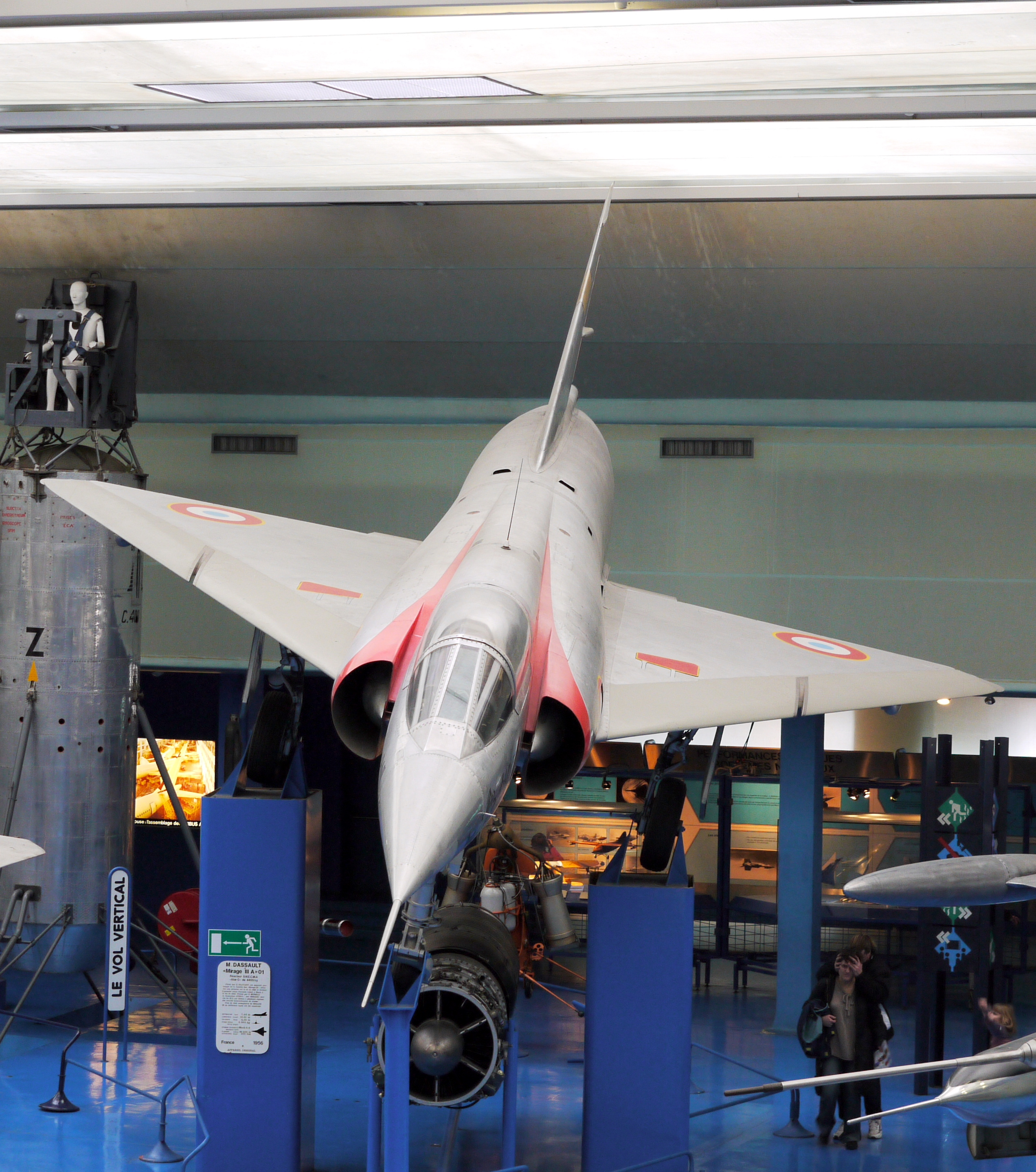
Mirage IIIA im Musée de l’Air et de l’Espace

Der Prototyp Mirage IIIA absolvierte im Mai 1958 seinen Erstflug und bildete mit dem Turbojet-Triebwerk SNECMA Atar 9B mit Nachbrenner (6000 kp Schub) und den tief angesetzten Deltatragflächen das Grundmodell als Basis einer aerodynamischen Plattform zum Einsatz als Abfangjäger in großen Höhen.

### Mirage IIIB
Zweisitziges Schulflugzeug zur Ausbildung von Mirage-IIIC-Piloten.

### Mirage IIIC
Der Allwetterabfangjäger Mirage IIIC war die erste voll operationsfähige Variante, die im Oktober 1960 mit dem Cyrano-II-Radar flog. Die französische Luftwaffe Armée de l’Air beschaffte 95 Stück dieser Bauart.

### Mirage IIICJ (Israel)
Die Israelische Luftwaffe (IAF) beschaffte ab 1962 insgesamt 72 Exemplare dieser Variante, zu denen noch fünf IIIBJ (Schulung) und zwei IIIRJ (Aufklärung) hinzukamen. Diese wurden 1967 im Sechstagekrieg derart erfolgreich eingesetzt, dass französische Kampfjets fortan zu einem Exportschlager wurden, obwohl der Erfolg hauptsächlich auf die gute Ausbildung der israelischen Piloten und deren Taktik zurückzuführen war (siehe auch Bild einer IAF-Mirage in der Infobox mit zahlreichen „Kill Markings“). Der französische Staatspräsident Charles de Gaulle sah das anders und verhängte aufgrund des Krieges und weiterer Aktionen ein totales Exportverbot von Waffen gegenüber Israel. Alle verbliebenen Mirage IIICJ wurden 1979 stillgelegt oder an Argentinien verkauft.

### Mirage IIID
Zweisitziges Schulflugzeug zur Ausbildung von Mirage-IIIE-Piloten.

### Mirage IIIE

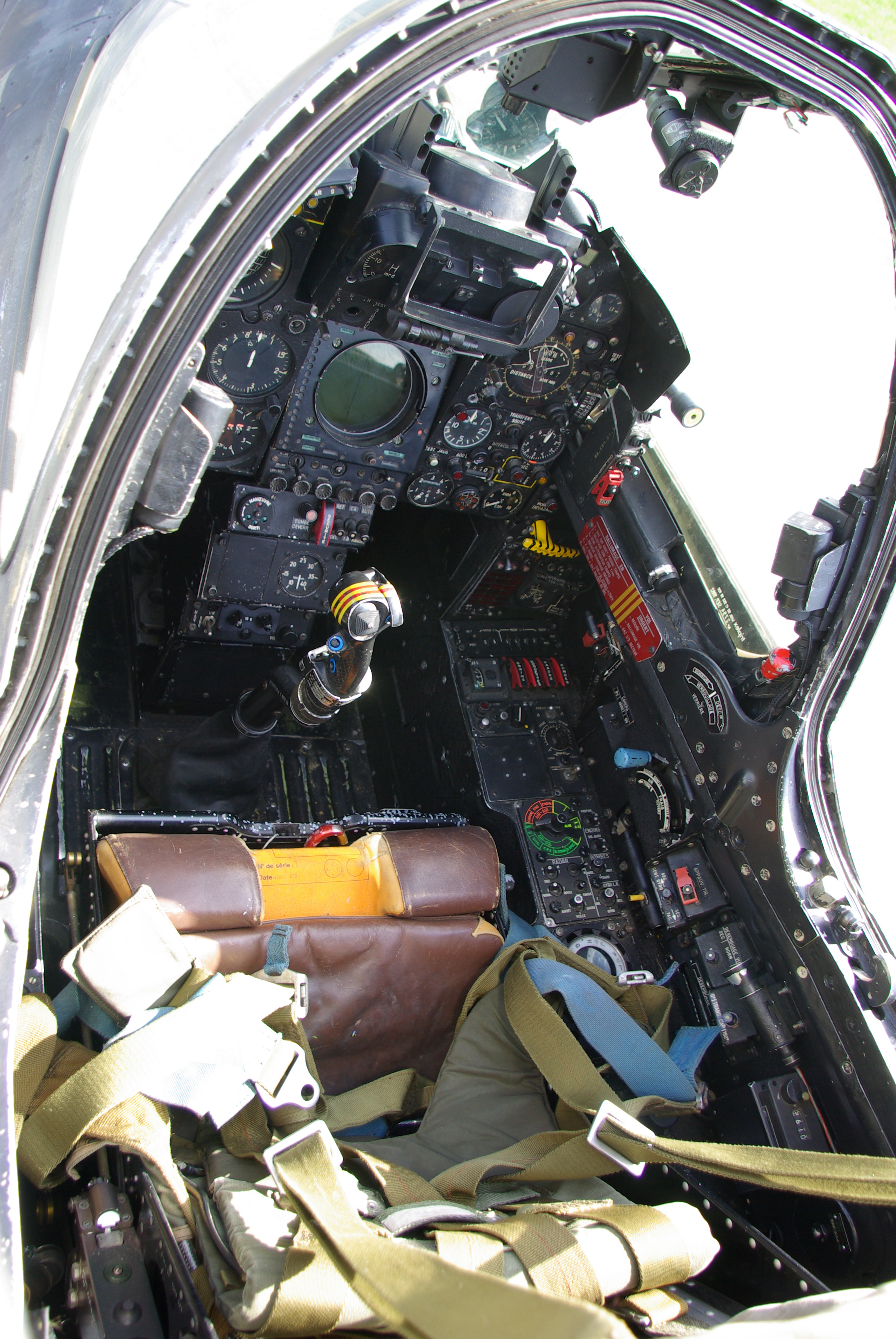
Cockpit einer Mirage IIIE

Weiterentwicklung der Mirage IIIC, von der verschiedene Untervarianten in einer Gesamtstückzahl von 523 gebaut wurden.
Auswahl von Untervarianten:
- Mirage IIIE/EA: Mehrzweckkampfflugzeug mit neuem Antrieb und Radar, geeignet für Angriffe im Tiefflug. Im April 1964 bei der franz. Luftarmee eingeführt. In Frankreich wurde diese Bauart als Träger taktischer Atomwaffen eingesetzt.
- Mirage IIIE/EX: Weiterentwicklung mit Elementen der Mirage F.1 und der Mirage 5D

### Mirage IIIR

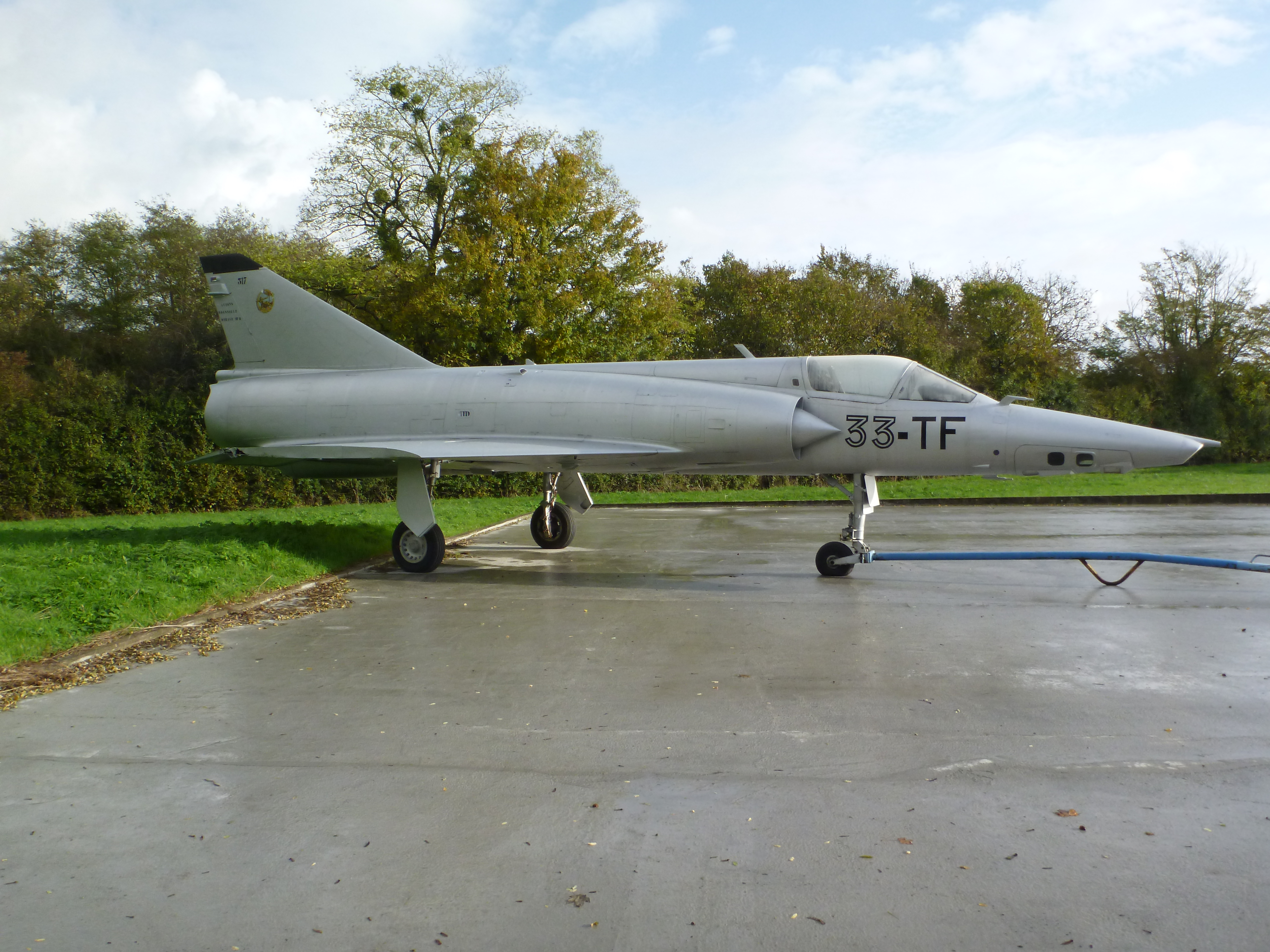
Mirage III R (33-TF) Baunummer: 317, wurde als letzte Mirage IIIR am 25. Februar 1988 außer Dienst gestellt

Aufklärer in verschiedenen Untervarianten, technisch von den Typen Mirage IIIC und IIIE abgeleitet. In der Nase konnten bis zu fünf Kameras eingebaut werden. Entsprechend dem Einsatzzweck wurde vom Einbau eines Radars abgesehen.

### Mirage IIIO (Australien)
Anfang der 1960er-Jahre baute Australien für seine Luftwaffe eine als Mirage IIIO bezeichnete Lizenzversion der Mirage IIIE, die ursprünglich von einem Rolls-Royce-Avon-Triebwerk angetrieben werden sollte. Letztlich kam aber doch das Atar-Triebwerk zum Einsatz. Der Erstflug erfolgte am 13. Februar 1961. Später folgte die auf der Mirage IIID basierende Mirage IIIOD.

### Mirage III V (Senkrechtstarter)
Nach ersten Versuchen mit dem VTOL-fähigen (d. h. senkrechtstartenden) Prototyp der Balzac V konnte das großzügiger konzipierte Nachfolgemodell Mirage III V am 12. Februar 1965 zum Erstflug antreten. Die Maschine besaß neben einem P&W-TF30-Strahltriebwerk mit 8280 kp zum Vortrieb noch acht kleinere im Rumpf untergebrachte RB.162-31-Hubtriebwerke mit je 2450 kp für den Senkrechtstart. Mit Mach 2,04 bleibt sie bis heute das weltweit schnellste V/STOL-Flugzeug. Bedingt durch das hohe Gewicht der Triebwerke fielen jedoch die Nutzlast und die Treibstoffkapazität sehr gering aus. Es kam in der Folge zu keiner Serienproduktion.

### Milan (Erdkampfversion der Mirage III)
1968 begann Dassault, in Kooperation mit dem Flugzeugwerk Emmen (heute RUAG Aviation), mit der Konstruktion einer Erdkampfversion der Mirage III unter dem Namen Milan. Das auffälligste Merkmal der Milan war ein Paar ausklappbare Tragflächen an der Flugzeugnase, die „moustaches“ (franz. Schnurrbart) genannt wurden. Die Moustaches wurden eingeführt, um bessere Flugeigenschaften beim Start sowie bessere Flugkontrolle im Langsamflug und in der Angriffsphase auf Bodenziele zu erhalten.
Drei Mirage III wurden zu Milanprototypen umgebaut, wobei beim ersten Flugzeug die „moustaches“ nicht einklappbar waren, sondern nur am Boden in verschiedenen Winkeln einzustellen. Dieser Prototyp erhielt den Namen Asterix, nach der international bekannten französischen Comicfigur Asterix mit ihrem großen Schnurrbart und flog erstmals am 27. September 1968.
Ein aus einer umgebauten Mirage IIIR entstandener voll ausgerüsteter Prototyp flog am 24. Mai 1969. Die letzte Maschine, Milan S01, wurde von einem modifizierten SNECMA Atar-09K-50-Triebwerk mit 70,6 kN (15.900 lbf) Nachbrennerschub angetrieben und flog erstmals am 29. Mai 1970. Die Milan besaß neue, für den Erdkampf ausgelegte Navigations- und Sensorausrüstungen sowie ein Laser-Zielbeleuchtungsgerät in der Nase. Die Milan verlor dann jedoch äußerst knapp gegen die A-7G. Dieses knappe Resultat führte zu so großen Meinungsverschiedenheiten in der Schweizer Luftwaffe, dass am Ende keines der beiden Flugzeuge beschafft wurde.
Die Moustaches steigerten die Flugstabilität außerordentlich gut, hatten aber auch Nachteile: Sie verdeckten die Sicht nach vorne unten und erzeugten Turbulenzen in den Triebwerkseinlässen. Das Milan-Konzept wurde 1972 beendet; bei weiteren aerodynamischen Versuchen wurden die positiven Eigenschaften der Moustaches mit Canards erreicht.

### Mirage IIIS (Schweiz)
Die Mirage IIIS ist eine Weiterentwicklung der Mirage III aufgrund schweizerischer Anforderungen. Sie wurde größtenteils in Lizenz in der Schweiz hergestellt und ab 1964 in die Truppenerprobung übergeben. 1999 wurde die Jagdvariante IIIS ausgemustert, im Jahr 2003 die Aufklärervariante Mirage IIIRS sowie die letzten Doppelsitzer Mirage IIIDS, welche die Kennnummern U-2001 bis U-2004 erhielten.

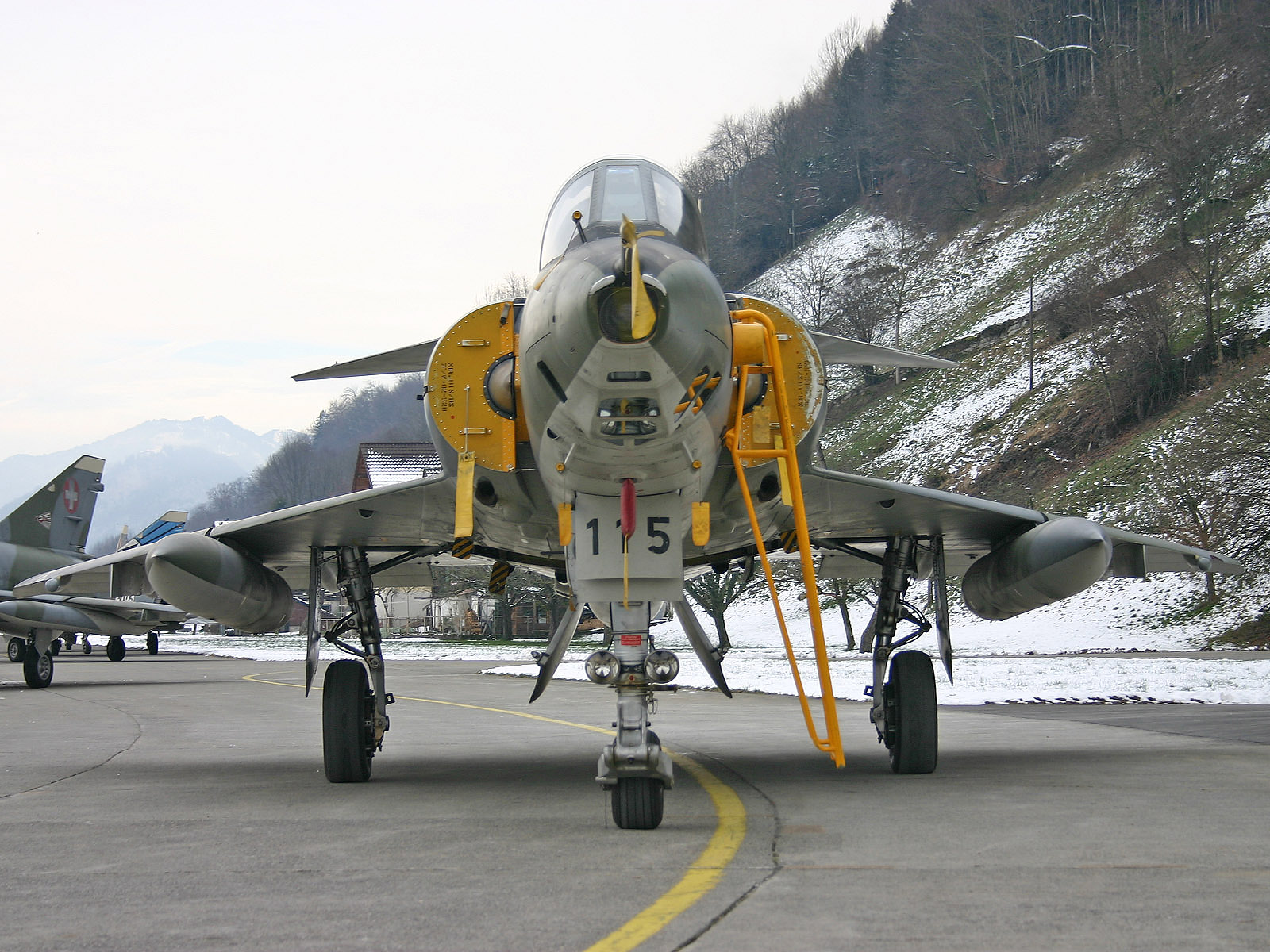
Mirage III RS R-2115

Hauptunterschiede der Mirage IIIS zur Mirage IIIE sind:
- abgeänderte Cockpiteinrichtung mit grauen statt schwarzen Instrumentenpanels
- neues Radar (TARAN von Hughes anstatt das von Thomson) mit einem schlankeren Radom
- Verwendung von zwei HM-55S „Falcon“ (Schweizer Bezeichnung der bei Saab als Rb27 in Lizenz hergestellte amerikanischen Hughes AIM-26 „Falcon“)
- neue Verkabelung für die amerikanische Avionik
- eine verstärkte Struktur für Jato-Alarmstarts
- vier Kranaufhängepunkte, um das Flugzeug in einer Flugzeugkaverne rangieren zu können
- beiklappbare Nase zur Unterbringung in der Flugzeugkaverne. Zur Arretierung der Nase sind fünf zylinderförmige Löcher auf der rechten Nasenseite eingelassen
- ein um 28 cm verlängertes Bugfahrwerk und ein entsprechend geänderter Fahrwerkschacht zur Unterbringung in der Flugzeugkaverne (Absenkung des Leitwerks)
- ein verändertes Hauptfahrwerk, welches zu Beginn des Einziehens mit einem zweiten Zylinder nach vorne gezogen wurde. Dies ermöglichte größere Unterrumpf-Lasten und vergrößerte gleichzeitig die Stabilität derart, dass die neue Fahrwerkskonstruktion auch für andere Versionen übernommen wurde.

#### Kampfwertsteigerungsprogramm
Mit dem von SF Emmen (heute RUAG Aviation) ab 1988 entwickelten Kampfwertsteigerungsprogramm kamen folgende Modifikationen hinzu:
- starre Entenvorflügel
- neuer Schleudersitz Martin-Baker Mk.4 SRM6
- Radarwarner an beiden Flügelenden vor den Positionslampen und hinter dem Seitenleitwerk
- ein US TRACOR AN/ALE-40-Täuschkörper-Werfer am Heck unter dem Nachbrenner
- INS-Plattform und Vinten-Infrarot-Aufklärungsbehälter (LIRAS) bei der Variante RS
- Montage von Strakes neben dem Pitotrohr bei Varianten S/DS
- Antenne hinter Cockpit
- Sensor an linker Frontseite
- Abfangscheinwerfer (wie an CF-188) an rechtem Triebwerkseinlass bei Variante S

Es war geplant, 100 Mirage IIIS zu beschaffen, dies kam aber wegen zu hohen Kosten nicht zustande. Der Plan, einige Flugzeuge mit in der Schweiz entwickelten Atombomben zu bestücken, wurde verworfen; entsprechende Bomben wurden in der Schweiz nie gebaut, das Projekt gestoppt.
Folgende Stückzahlen waren beschafft worden:
- 01 Mirage IIIC (in Frankreich gebautes Testflugzeug für die Systeme der Mirage IIIS)
- 36 Mirage IIIS
- 18 Mirage IIIRS (Aufklärerversion der Mirage IIIS ohne Radar, dafür mit Kameras)
- 02 Mirage IIIBS (zweisitziges Schulflugzeug), später auf den Stand „DS“ gebracht
- 02 Mirage IIIDS (zweisitziges Schulflugzeug), Nachbeschaffung im Jahr 1980

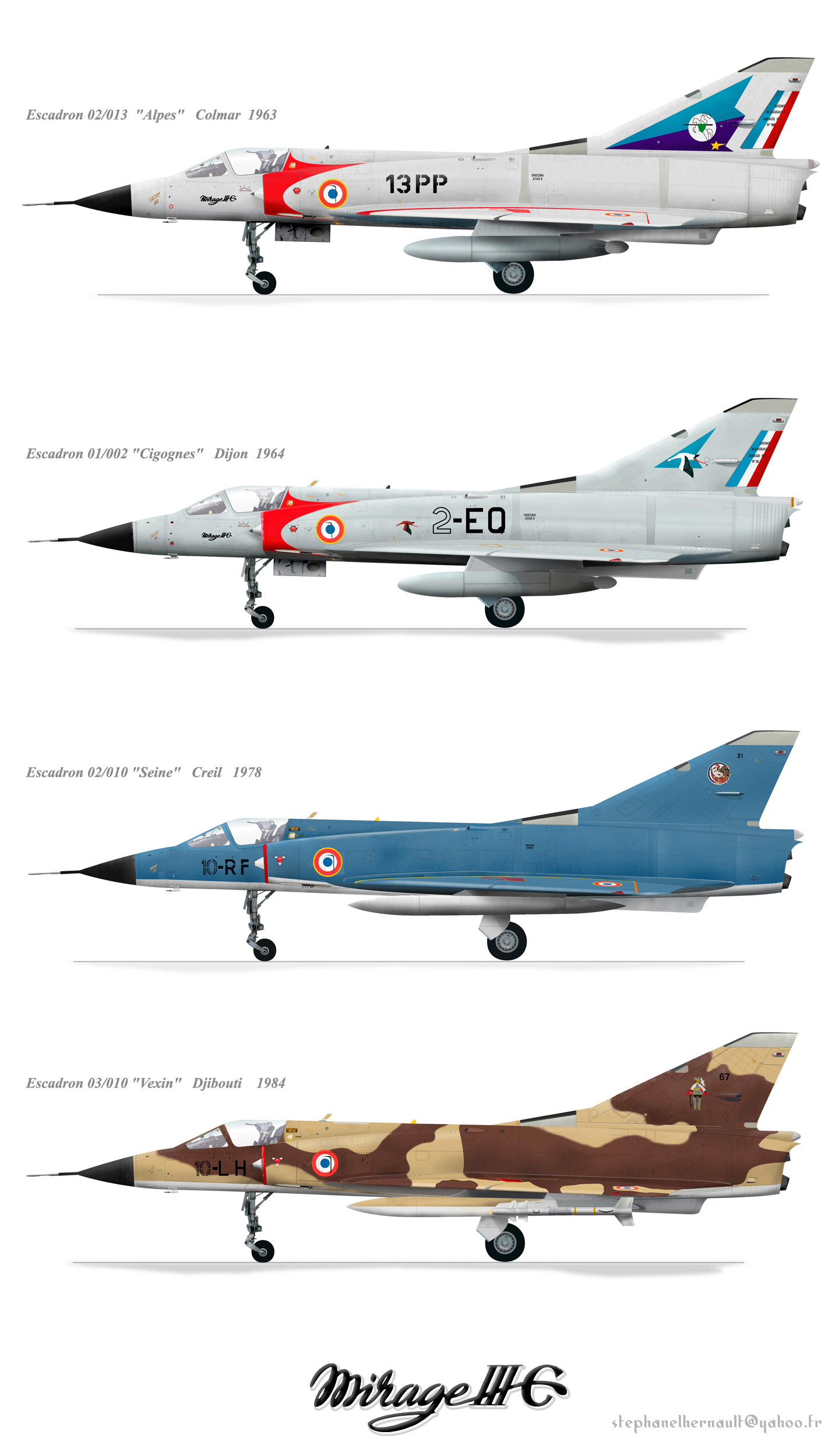
Mirage III C
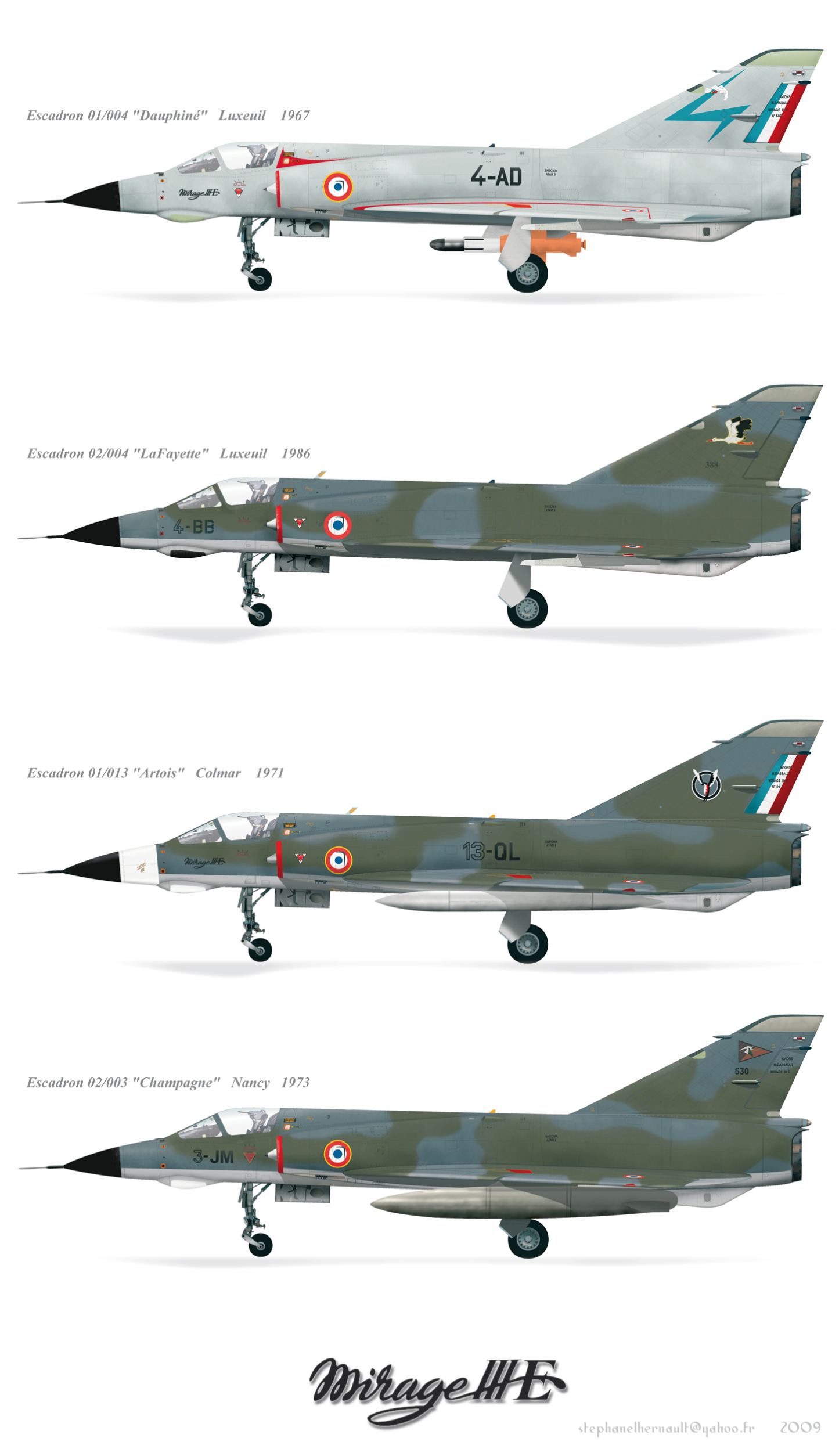
Mirage III E

#### Raketenunterstützung im Flug (SEPR)
Bei den Mirage III-Flugzeugen der französischen oder Schweizer Luftwaffe konnte im hinteren Unterrumpf ein Treibstofftank entfernt und stattdessen ein SEPR-Raketenmotor (SEPR = Société d’Études de la Propulsion par Réaction) eingebaut werden. In diesem Bauteil befand sich ein Flüssigtreibstofftank, der 300 Liter Salpetersäure fasste, die mit dem Kerosin vermischt einen zusätzlichen Schub von 1500 kp ergab. Dieses Zusatztriebwerk hatte eine Brenndauer von insgesamt 80 Sekunden und konnte dreimal eingeschaltet werden. Der Motor diente entweder der zusätzlichen Beschleunigung im Luftkampf oder auch dem Überschießen der Dienstgipfelhöhe auf bis 75.000 Fuß. Im Notfall konnte das Triebwerk im Langsamflug abgeworfen werden. Die Anforderungen an den Unterhalt des Triebwerkes waren beträchtlich, da hochkonzentrierte Salpetersäure äußerst korrosiv ist. Für Unterhalt und Tests der Triebwerke am Boden waren in Buochs und am Militärflugplatz Payerne spezielle Gebäude erstellt und betrieben worden. Das Personal arbeitete in speziellen Schutzanzügen. Da das Handling des Raketenmotors und der giftigen Treibstoffe sehr gefährlich war, wurden die SEPR-Antriebe selten verwendet.

#### Probleme mit radioaktiven Bauteilen
In den Triebwerken, aber auch in einigen anderen Bauteilen der Maschinen ist radioaktives Thorium in Legierung mit Magnesium enthalten, um das Material temperaturfester zu machen. In der Schweiz befinden sich noch sieben Triebwerke, deren Besitzer zwar von dem Problem wussten und für die Entsorgung Rücklagen bilden mussten, aber im Oktober 2021 wurden die Kosten für die spätere Entsorgung auf ein Vielfaches erhöht. Zwar gibt es Kernphysiker, die die von dem Material ausgehende Strahlung nicht stärker einschätzen als einen Aufenthalt in den Alpen, die Schweizerische Strahlenschutzverordnung ist aber sehr streng, weshalb die Eigentümer der Maschinen vor ernsthaften Problemen stehen.

## Nutzer

### Aktuell
Pakistan
Pakistan ist der einzig verbliebene Betreiber. Es hatte insgesamt 157 Maschinen von verschiedenen Ländern beschafft. Alle Maschinen der Pakistan Air Force sollten ab 2015 durch die PAIC JF-17 ersetzt werden. Im März 2023 feierte Pakistan 55 Jahre Mirage-Einsatz. Im Frühjahr 2024 wurde die Ausmusterung angekündigt.
18 × Mirage IIIEP
03 × Mirage IIIDP
40 × Mirage IIIE von Frankreich
 ? x Mirage IIIEB von Frankreich
22 × Mirage IIIEE von Spanien
02 × Mirage IIIDE von Spanien
09 × Mirage IIIEL von Libanon
43 × Mirage IIIE(O) von Australien
07 × Mirage IIID(O) von Australien
13 × Mirage IIIRP/RP2

### Ehemalig
Argentinien
19 Mirage IIICJ von Israel
03 Mirage IIIBJ von Israel
17 Mirage IIIEA, 2015 ausgemustert
04 Mirage IIIDA, 2015 ausgemustert
 Australien
100 Mirage IIIO und 16 Mirage IIID. 1988 ausgemustert, 50 an die pakistanische Luftwaffe verkauft
 Brasilien
22 Mirage IIIEBR, 2005 ausgemustert
10 Mirage IIIDBR, 2005 ausgemustert
 Frankreich
095 Mirage IIIC
183 Mirage IIIE
062 Mirage IIIB
070 Mirage IIIR
 Israel
72 Mirage IIICJ, 1979 ausgemustert
05 Mirage IIIBJ, 1979 ausgemustert
02 Mirage IIIRJ, 1979 ausgemustert
 Libanon
10 Mirage IIIEL und 2 Mirage IIIBL. 2000 ausgemustert und an Pakistan verkauft
 Schweiz
Mirage IIICS, einzelne Maschine 1975 nach Test ausgemustert
Mirage IIIS, 36 Maschinen 1999 ausgemustert
Mirage IIIRS, 18 Maschinen 2003 ausgemustert
Mirage IIIBS/DS, 4 Maschinen 2003 ausgemustert
1 Maschine J-2012 flugfähig im Musée Clin d’Ailes
1 Maschine J-2011 als öffentlicher Simulator im Flieger-Flab-Museum in Dübendorf
 Spanien
24 Mirage IIIEE und 6 Mirage IIIDE, alle 1991 ausgemustert und einige 1992 an Pakistan verkauft
 Südafrika
Mirage IIICZ/EZ 2008 ausgemustert, 16 zu Cheetah E aufgerüstet und nach Chile verkauft
Mirage IIIBZ/DZ/D2Z 2008 ausgemustert, 16 zu Cheetah D aufgerüstet
Mirage IIIRZ/R2Z 2008 ausgemustert
 Venezuela
10 Mirage IIIEV
 Vereinigte Arabische Emirate
18 Mirage IIIE für Abu Dhabi

## Technische Daten
| Kenngröße                | Daten der Mirage IIIC                                                   | Daten der Mirage IIIE                                                   |
| ------------------------ | ----------------------------------------------------------------------- | ----------------------------------------------------------------------- |
| Länge                    | 14,75 m                                                                 | 15,00 m                                                                 |
| Spannweite               | 8,22 m                                                                  | 8,22 m                                                                  |
| Flügelfläche             | 34,85 m²                                                                | 34,85 m²                                                                |
| Vorderkantpfeilung       | 60°                                                                     | 60°                                                                     |
| Flügelstreckung          | 1,98                                                                    | 1,98                                                                    |

Dassault Mirage III/5-Riss-Zeichnung

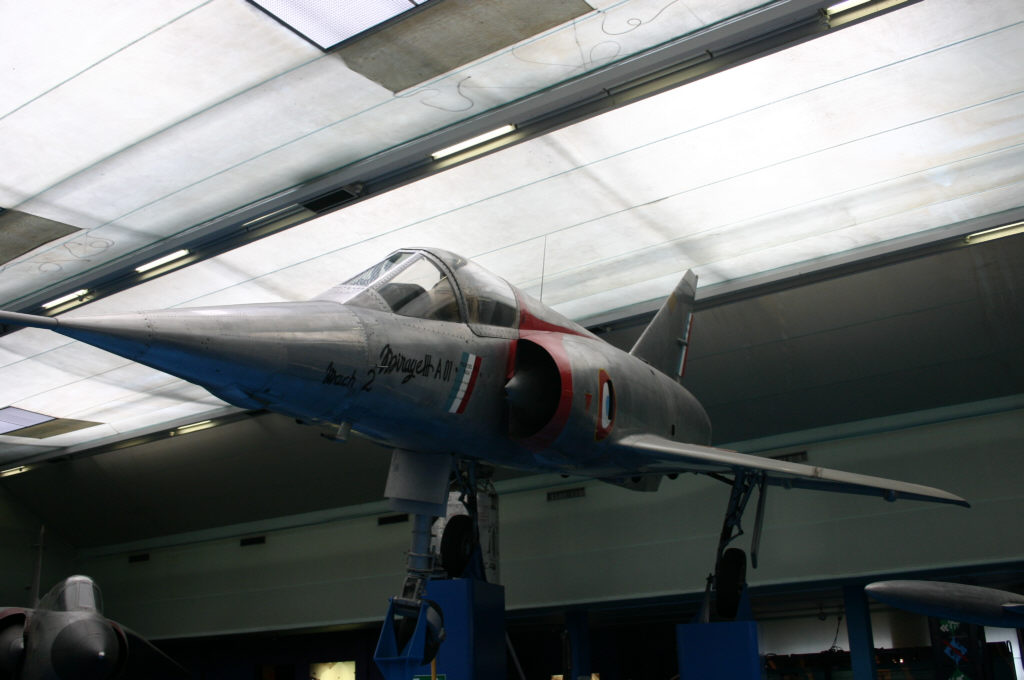
Prototyp Mirage IIIA

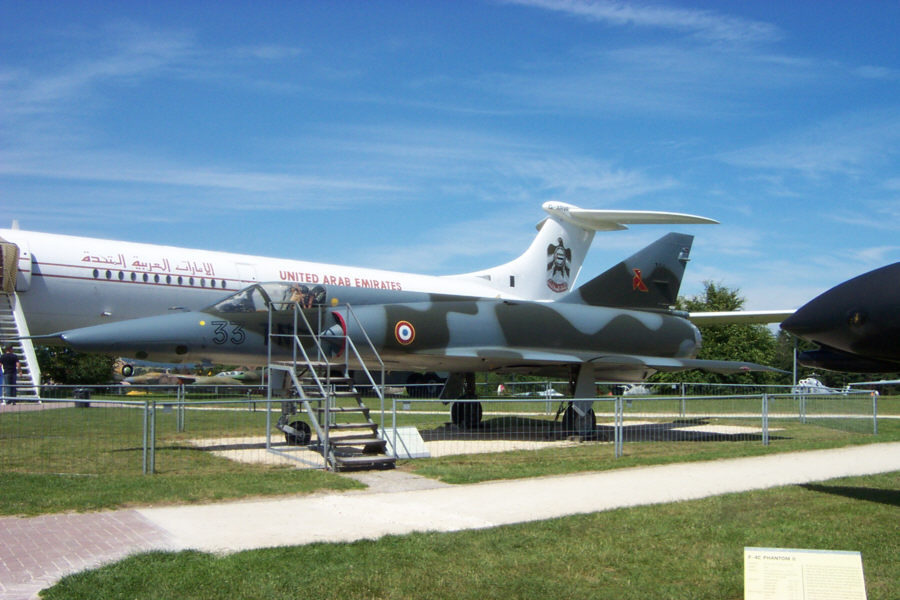
Aufklärer Mirage IIIR

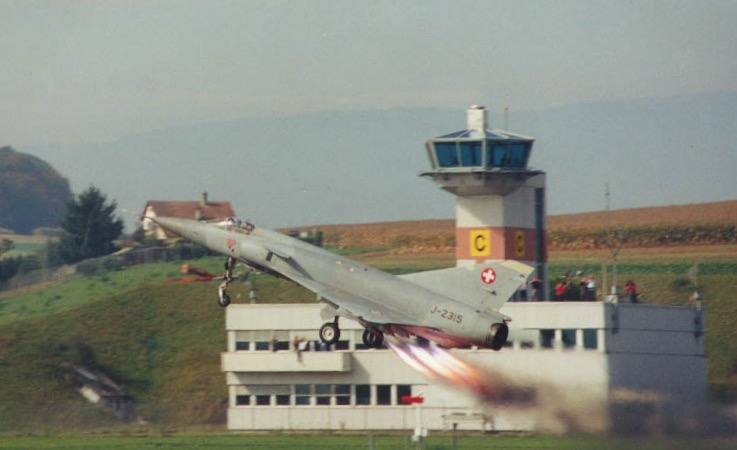
Mirage IIIS der Schweizer Luftwaffe, JATO

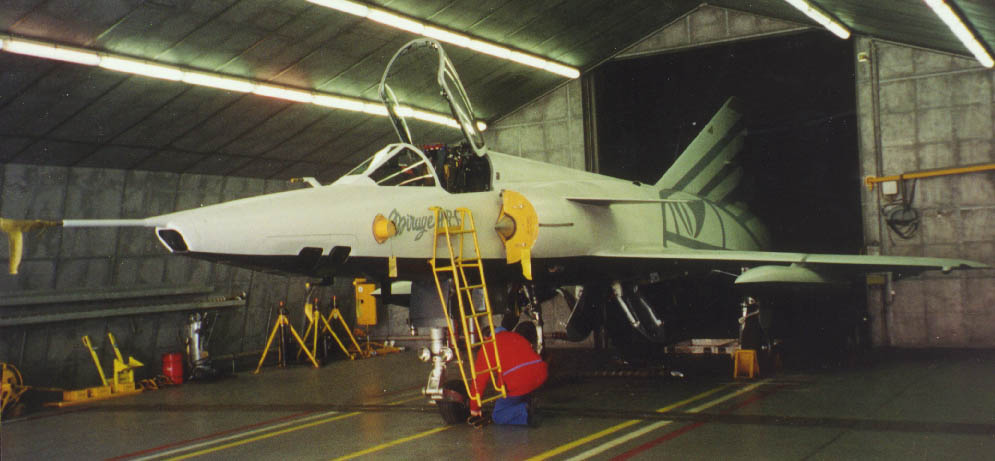
Mirage IIIRS der Schweizer Luftwaffe

| Tragflächenbelastung     | - minimal (Leermasse): 172 kg/m² - maximal (max. Startmasse): 344 kg/m² | - minimal (Leermasse): 202 kg/m² - maximal (max. Startmasse): 387 kg/m² |
| Höhe                     | 4,50 m                                                                  | 4,50 m                                                                  |
| Leermasse                | 6000 kg                                                                 | 7050 kg                                                                 |
| max. Startmasse          | 12.000 kg                                                               | 13.500 kg                                                               |
| Treibstoffvorrat         | 2580 l                                                                  | k. A.                                                                   |
| Höchstgeschwindigkeit    | Mach 2,15 (auf optimaler Flughöhe)                                      | Mach 2,2 (auf optimaler Flughöhe)                                       |
| Mindestgeschwindigkeit   | 125 km/h                                                                | k. A.                                                                   |
| Dienstgipfelhöhe         | k. A.                                                                   | 17.000 m                                                                |
| max. Steigrate           | k. A.                                                                   | 83,3 m/s                                                                |
| Einsatzradius            | - 1200 km (auf optimaler Flughöhe) - 650 km (im Tiefflug)               | k. A.                                                                   |
| Reichweite               | k. A.                                                                   | ca. 2400 km                                                             |
| Fahrwerkspurweite        | 3,15 m                                                                  | k. A.                                                                   |
| Radstand                 | 4,72 m                                                                  | k. A.                                                                   |
| Triebwerke               | 1 × Turbojet SNECMA Atar 9C                                             | 1 × Turbojet SNECMA Atar 9C                                             |
| Schubkraft               | - mit Nachbrenner: 58,9 kN - ohne Nachbrenner: 42 kN                    | - mit Nachbrenner: 58,9 kN - ohne Nachbrenner: 42 kN                    |
| Schub-Gewicht-Verhältnis | - maximal (Leermasse): 1,03 - minimal (max. Startmasse): 0,50           | - maximal (Leermasse): 0,88 - minimal (max. Startmasse): 0,46           |

## Bewaffnung

### Im Rumpf integrierte Rohrwaffen
- 2 × 30-mm-Revolverkanone GIAT DEFA 552 mit je 125 Schuss

### Außenlaststationen
Kampfmittel bis zu 4000 kg an fünf Außenlaststationen unter den Tragflächen und dem Rumpf
Luft-Luft-Lenkflugkörper
- 2 × Startschienen für je 1 × Matra R.550 „Magic 1“ – infrarotgesteuert für Kurzstrecken
- 1 × Startschiene für Matra R.530 (Radar) – radargelenkt für Kurzstrecken
- 1 × Startschiene für Matra R.530 (IR) – infrarotgesteuert für Kurzstrecken
- 2 × Startschienen für Rafael Shafrir 2 – infrarotgesteuert für Kurzstrecken
- 2 × LAU-7/A-Startschienen für je 1 × Ford AIM-9P-5 „Sidewinder“ – infrarotgesteuert für Kurzstrecken
- 2 × Bofors/Saab HM-55S „Falcon“ (als RB-27 in Lizenz hergestellte amerikanische Hughes AIM-26B „Falcon“) – halbaktiv radargelenkt für Kurzstrecken
- 2 × Bofors/Saab HM-58S „Falcon“ (als RB-28 in Lizenz hergestellte amerikanische Hughes AIM-4C „Falcon“) – infrarotgesteuert für Kurzstrecken[10]

Luft-Boden-Lenkflugkörper
- 1 × Aérospatiale AS.30 „Noras“ (Flz Lwf LB-GG) – funkferngesteuerter Luft-Boden-Lenkflugkörper

Ungelenkte Luft-Boden-Raketen
- 2 × Raketenwerfer MATRA 155 für je 18 × ungelenkte SNEB-Luft-Boden-Raketen; Kaliber 68 mm
- 2 × Raketenwerfer MATRA 116M für je 19 × ungelenkte SNEB-Luft-Boden-Raketen; Kaliber 68 mm
- 2 × Raketenwerfer Matra JL-100 mit je 18 × ungelenkten SNEB-Luft-Boden-Raketen, Kaliber 68 mm; kombiniert mit einem Abwurftank für 250 Liter (66 US gallons) Kerosin
- 2 × Raketenwerfer TBA 100-4 (F3) für je 4 × ungelenkte SNEB-Luft-Boden-Raketen; Kaliber 100 mm

Ungelenkte Bomben
- 6 × SAMP EU2 (250-kg-Freifallbombe; analog Mk.82)
- 3 × SAMP T200 (400-kg-Freifallbombe; analog Mk.83)
- 1 × SAMP BL4 (1000-kg-Freifallbombe; analog Mk.84)
- 1 × 30-6-M2-Waffenträger mit 18 × Thomson-Brandt BAT-120 (34-kg-Splitterbombe)
- 1 × 30-6-M2-Waffenträger mit 18 × Thomson-Brandt BAP-100 (32,5-kg-Anti-Startbahn-Bombe)
- 1 × CEA AN-52 (freifallende 455-kg-Nuklearbombe; Sprengkraft 25 Kilotonnen)

Zusatzbehälter
- 2 × abwerfbarer Zusatztank für 625 Liter Kerosin
- 2 × abwerfbarer Zusatztank für 1300 Liter Kerosin
- 1 × abwerfbarer Zusatztank für 1700 Liter Kerosin
- 1 × Infrarot-Aufklärungsbehälter Förenade Fabriksverken (FFV) Red Baron (auch als LIRAS bezeichneter Behälter mit IR-Line-Scanner)

## Film und Fernsehen
- Die Mirage III ist der Star der französischen Fernsehserie Les Chevaliers du ciel (Die Ritter des Himmels, 1967–1969).